# P. T. Barnum
Phineas Taylor Barnum (Bethel, Connecticut, 5 de julio de 1810-Bridgeport, Connecticut, 7 de abril de 1891) fue un empresario, político y artista circense estadounidense, recordado por sus célebres engaños en el mundo del entretenimiento y por haber fundado el Barnum & Bailey Circus, el cual posteriormente se fusionó con el Ringling Brothers Circus para conformar el Ringling Brothers and Barnum & Bailey Circus. A pesar de que Barnum fue también un autor, editor, filántropo e incluso llegó a ser político, según sus críticos su único objetivo era «tener los bolsillos llenos de dinero».

«Soy un showman por vocación y el dinero no me convertirá en nada mejor.»
P. T. Barnum

En la actualidad, se le atribuye erróneamente la frase «Cada minuto nace un idiota».

«El arte más noble es el de hacer felices a los demás.»
P. T. Barnum

## Biografía

### Primeros años
Phineas Taylor Barnum nació el 5 de julio de 1810 en Bethel, Connecticut. Era hijo de Philo Barnum (1778–1826), un posadero, sastre y encargado de tienda y de su segunda esposa, Irene Taylor. Su abuelo materno, Phineas Taylor, era legislador, terrateniente, juez de paz y además, un estafador del juego de lotería, siendo esta última ocupación de gran influencia para P. T. Barnum.
Era adepto de la aritmética, pero aborrecía el trabajo físico. Uno de sus primeros empleos fue como comerciante, y ahí aprendió a regatear y a usar el engaño para hacer ventas. Además, se vio involucrado en la manía de la primera lotería en los Estados Unidos, y se volvió activo en la política local, abogando en contra de las leyes promulgadas por los calvinistas que trataban de restringir los juegos de azar y los viajes. En 1829, Barnum fundó un periódico semanal en Danbury, titulado The Herald of Freedom, y en noviembre de ese mismo año se casó con Charity Hallett. Tuvieron cuatro hijas: Caroline Cordelia (Barnum) Thompson (1833-1911), Helen Maria (Barnum) Buchtel (1840-1915), Frances Barnum (1843-1844) y Pauline Taylor (Barnum) Seeley (1846-1877). Tras la muerte de Charity en 1873, Barnum contrajo matrimonio un año después con Nancy Fish, cuarenta años menor que él.

### Inicios en el mundo del entretenimiento
En 1835 se inició en el mundo del entretenimiento con la compra y exhibición de una esclava ciega y casi completamente paralizada llamada Joice Heth, quien era presentada como una niñera del presidente George Washington y supuestamente tenía 161 años. Joice Heth murió en 1836, con una verdadera edad de no más de 80 años. Después de la muerte de Joice Heth, Barnum contrató a un cirujano para que hiciera una autopsia al cadáver ante unos 1500 espectadores a cada uno de los cuales cobró 50 centavos. 
Barnum emprendió un viaje por las provincias de los Estados Unidos junto al Aaron Turner Traveling Circus, un teatro ambulante cuyo protagonista era un cantante afroamericano. Sin embargo, el protagonista en realidad era un esclavo que escapó cuando pasaron por Carolina del Sur (estado precursor en la lucha por la abolición de la esclavitud). Barnum se negó a reembolsar las entradas que ya habían sido vendidas y comenzó a cubrir su rostro de negro para reemplazar al cantante en el escenario. 

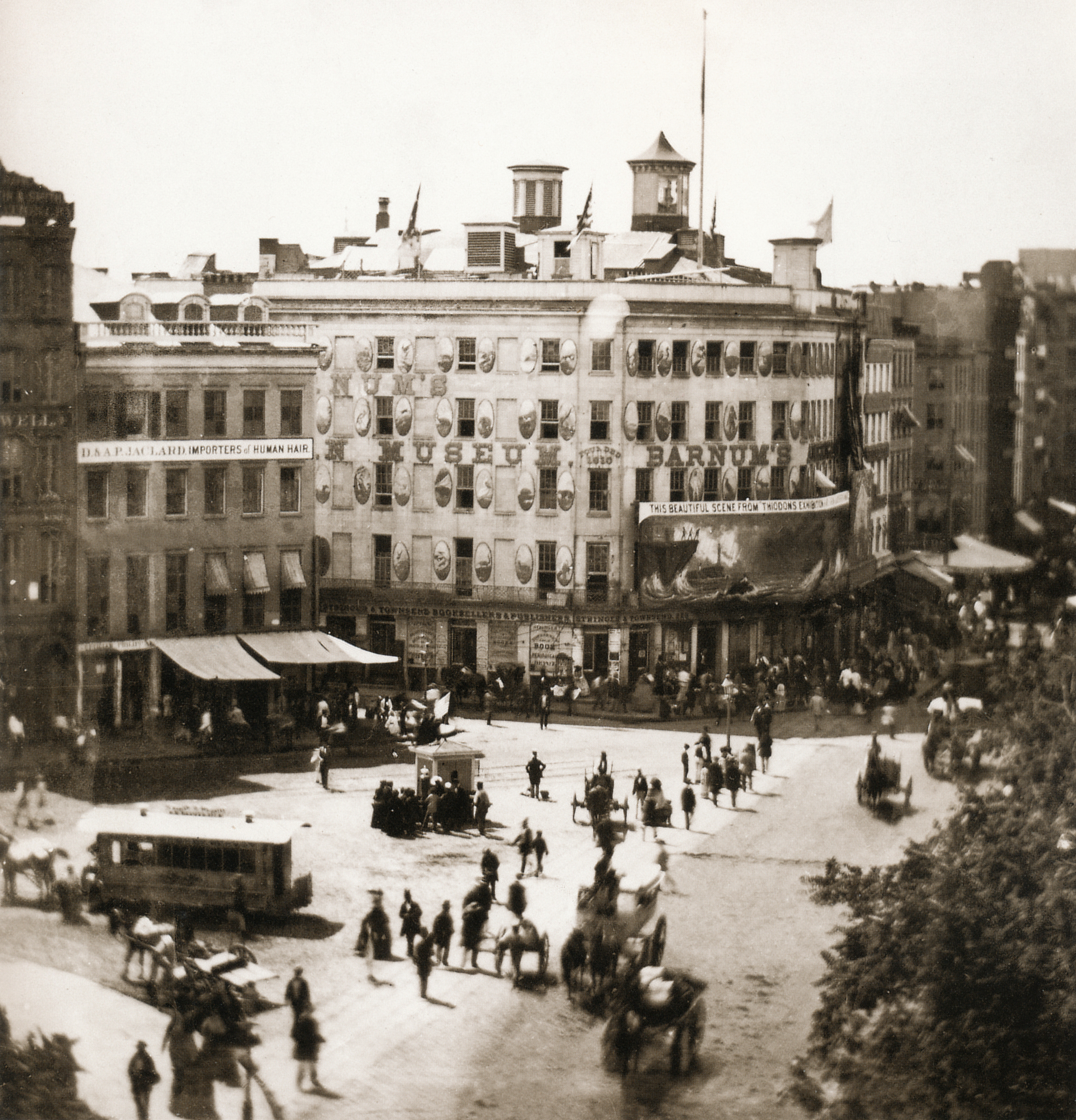
El Museo Americano Barnum en 1858

### El American Museum y el nuevo espectáculo americano
Después de lo ocurrido en el Aaron Turner Traveling Circus, Barnum pasó por algunas circunstancias difíciles y en 1841 compró el Museo Americano Scudder (Scudder's American Museum), ubicado en la esquina de Ann Street y Broadway, en Manhattan, Nueva York. Barnum rebautizó el museo como Museo Americano Barnum (Barnum's American Museum) y lo remodeló, modernizando el edificio de cinco plantas para añadir exposiciones, colocando ante la fachada farolas a gas y en ella grandes carteles coloridos. Entre las atracciones que Barnum agregó destacan una lámpara faro cuya iluminación recorría la avenida Broadway y unas banderas a lo largo del borde del tejado. Se inauguró el 1 de enero de 1842 y pronto se convirtió en un popular lugar de exposición. Ese año, Barnum presentó su primer gran engaño: una criatura disecada confeccionada con el cuerpo de un mono y la cola de un pez, conocida como "la sirena de Fiyi". Esta criatura fue alquilada a Moses Kimball, dueño de un museo asociado en Boston y quien posteriormente se convirtió en amigo y colaborador de Barnum. Más tarde, Barnum presentó el espectáculo del exitoso enano el General Tom Thumb.
Sus numerosas atracciones lo convirtieron en una combinación de museo, teatro, sala de conferencias, museo de cera, zoológico y espectáculo de rarezas, diversiones ya existentes pero hasta entonces mostradas por separado. Barnum llenó las salas de panoramas, dioramas, "cosmoramas", instrumentos científicos, escenas bíblicas con figuras de cera, animales disecados, y hasta llegó a instalar un circo de pulgas, una sala de tiro y un concurso de bebés bonitos... osos amaestrados, animales y aves exóticas vivos y actuaciones de nativos interpretando canciones y danzas tradicionales, magos, ventrílocuos, enanos, gigantes, grupos de minstrel u obras teatrales que recreaban pasajes bíblicos o La cabaña del tío Tom. En su apogeo, el museo estaba abierto 15 horas al día y tenía hasta 15 000 visitantes diarios. Unos 38 000 000 de espectadores pagaron la entrada de 25 centavos para verlo entre 1842 y 1865, siendo durante más de veinte años una de las principales atracciones de la ciudad de Nueva York. Dentro se juntaban hombres y mujeres, todas las clases sociales, desde obreros a ricos burgueses, urbanitas y gente del campo, para satisfacer su curiosidad y asombro. La entrada solo estaba prohibida, debido a las leyes segregacionistas en vigor, a los afroamericanos.
El museo presumía de su elegante teatro, que ofrecía toda clase de obras, "de grave a alegre, de vivo a severo" y "purgado juiciosamente de toda apariencia de inmoralidad". El edificio también se presentaba como de gran valor educativo, sirviéndose para ello de la naturaleza e historia mostrando exhibiciones de taxidermia, pinturas y figuras de cera con paisajes y pasajes históricos, ejemplares disecados y vivos y el primer acuario de América, con peces y cetáceos, mientras en el teatro se presentaban dramas de Shakespeare y en la sala de conferencias reuniones de la Reforma de la Templanza. También fue el primero en exhibir rarezas humanas de modo organizado. Su éxito dio lugar a que imitándolo pero a un nivel más popular, surgieran por todo el país espectáculos de rarezas y los dime museums, con artefactos exóticos y fenómenos humanos en su mayoría falsos, aprovechando la ignorancia generalizada en la época sobre cuestiones étnicas, históricas y biológicas.
La colección del museo de Barnum incluía fenómenos famosos, como el enano Tom Thumb que fue tan célebre que actuó varias veces en Inglaterra ante la reina Victoria y Abraham Lincoln lo invitó a la Casa Blanca y lo felicitó por su boda, la joven giganta Anna Haining Swan, los hermanos siameses Chang y Eng, Josephine Clofullia, una de las más famosas mujeres barbudas del siglo XIX o a Zip, el primer "¿Qué es Eso?".
A partir de 1846, el museo comenzó a recibir unos 400 000 visitantes al año. En 1850, financió la gira de la cantante sueca Jenny Lind, pagándole 1000$ por noche durante 150 noches.
En noviembre de 1864 sufrió un incendio que fue pronto controlado pero el 13 de julio de 1865 el American Museum resultó destruido por completo en uno de los peores incendios de la historia de la ciudad de Nueva York. La mayoría de los animales perecieron al ser incapaces de salir del recinto, incluidas dos belugas que hirvieron vivas en sus tanques. Al parecer, el bombero Johnny Denham mató a tiros a un tigre moribundo que saltó desde una de las ventanas y cargó para salvarla a través del humo y las llamas a la Mujer Gorda, de 400 libras (180 kilos).
A pesar de la tragedia, Barnum consiguió reabrirlo un año después en otra nueva ubicación como el New American Museum, pero un nuevo incendio en 1868 lo destruyó también. Entonces Barnum se centró brevemente en la política y luego regresó al espectáculo pero con un nuevo formato que estaba triunfando: el circo ambulante, fundando el Barnum Circus. En el solar de Ann Street se levantó un nuevo edificio que fue sede del periódico New York Herald.

### Barnum & Bailey Circus

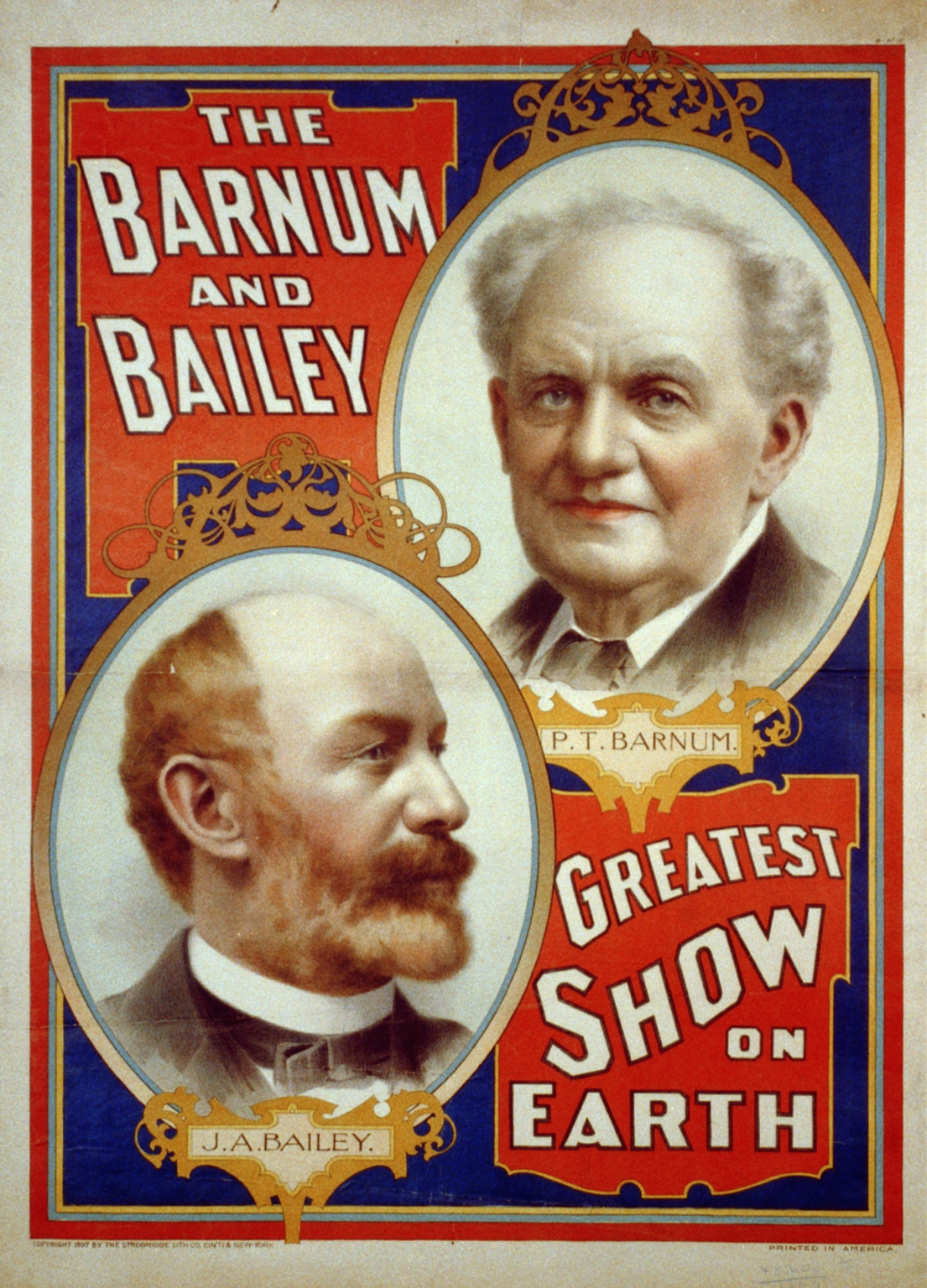
Un cartel de 1897 anunciando el Barnum & Bailey Circus.

Barnum entró en el negocio del circo a sus 60 años de edad. En 1870, junto con William C. Coup, estableció en Delavan, Wisconsin el "P.T. Barnum's Grand Traveling Museum, Menagerie, Caravan & Hippodrome", un circo ambulante, zoológico y freak show montado bajo una carpa con 5000 asientos. Más tarde, se duplicó la capacidad de visitantes de la carpa y el espectáculo comenzó a presentarse por todo el país, y posteriormente se hicieron presentaciones en Europa, transportándose de un lugar a otro por ferrocarril, con alrededor de 80 vagones de cama plana para abordar los remolques. Debido a su gran éxito, el circo fue llamado El mayor espectáculo del mundo ("The Greatest Show on Earth").
Sin embargo, Barnum y Coup entraron en una discusión sobre la manera en la que debían manejar el circo y como consecuencia de ello, se separaron. Después, en 1881, Barnum se asoció con su entonces rival, James Anthony Bailey para crear el P.T. Barnum's Greatest Show On Earth, And The Great London Circus, Sanger's Royal British Menagerie and The Grand International Allied Shows United, posteriormente acortado a Barnum & Bailey Circus. La primera atracción principal de este circo fue Jumbo, un elefante africano adquirido al zoológico de Londres en 1882. Cuando Barnum falleció en 1891, Bailey continuó liderando el circo hasta su propia muerte, ocurrida en 1906. El circo pasó entonces a las manos de los hermanos Ringling bajo el nombre de Ringling Brothers and Barnum & Bailey Circus, y fue, hasta el 21 de mayo de 2017, fecha de su última presentación, el circo más grande del mundo.

### Carrera política
Barnum estuvo implicado de manera significativa en la política, centrándose en la raza, la esclavitud y el seccionalismo en el período previo a la Guerra Civil de Estados Unidos.
En alguna ocasión, afirmó que la política siempre le había resultado desagradable. Sin embargo, fue elegido a la legislatura de Connecticut en 1865 como representante republicano por Fairfield, y desempeñó dicho cargo durante 4 años. En el debate sobre la ratificación de la Decimotercera Enmienda a la Constitución de los Estados Unidos sobre la esclavitud y el sufragio afroamericano, Barnum habló antes que la legislatura y dijo: "A human soul, ‘that God has created and Christ died for,’ is not to be trifled with. It may tenant the body of a Chinaman, a Turk, an Arab or a Hottentot – it is still an immortal spirit" (Un alma humana, que Dios ha creado y por la cual Cristo murió, no es para ser tomada como un juego. Esta puede estar alojada en el cuerpo de un chino, un turco, un árabe o un hotentote, pero sigue siendo un espíritu inmortal). También fue un notable patrocinador legislativo de una ley promulgada por la Asamblea General de Connecticut en 1879, la cual prohibía el uso de "cualquier droga, artículo medicinal o instrumento con propósito de prevenir la concepción". La ley permaneció en efecto en Connecticut hasta ser revocada en 1965 por la Corte Suprema de los Estados Unidos en la decisión Griswold v. Connecticut.
Barnum se postuló para el Congreso de los Estados Unidos en 1867, pero fue derrotado por su primo William Henry Barnum. En 1875, fue elegido alcalde de Bridgeport, Connecticut. Su mandato duró un año, y durante ese periodo trabajó mejorando el abastecimiento de agua, acondicionando el alumbrado de las calles y endureciendo las leyes sobre el alcohol y la prostitución. Inició la construcción del Hospital de Bridgeport, fundado en 1878, del que fue el primer presidente.

### Fallecimiento
En 1890, sufrió un accidente cerebrovascular durante una presentación, lo que le provocó la muerte en Bridgeport, Connecticut el 7 de abril de 1891, a los 80 años de edad. Fue enterrado en el Cementerio de Mountain Grove, Connecticut, camposanto que él mismo diseñó.

## P. T. Barnum en la cultura popular

### Cine y televisión
- A Lady's Morals (1930) - interpretado por Wallace Beery.
- The Mighty Barnum (1934) - interpretado por Wallace Beery.
- Jules Verne's Rocket to the Moon (1967) - interpretado por Burl Ives.
- Barnum (1986) - interpretado por Burt Lancaster (telefilme).
- P. T. Barnum (1999) - interpretado por Beau Bridges (telefilme).
- Gangs of New York (2002) - interpretado por Roger Ashton-Griffiths. El Museo Americano Barnum es mencionado y la destrucción del edificio, la cual es precisa en el método pero inexacta en la cronología y la circunstancia, se muestra brevemente.
- El gran showman (2017) - interpretado por Hugh Jackman. Película musical y biográfica que se centra en los orígenes de P. T. Barnum y su circo.
- DC's Legends of Tomorrow, serie televisiva. En el segundo episodio de la tercera temporada, titulado "Freakshow". Fue interpretado por Billy Zane.

- Al inicio de la película Lawrence de Arabia, de David Lean, en la salida de su funeral, un periodista pregunta a un alto político británico por su opinión sobre Lawrence. Después de algunos elogios concluye con "...y el mayor exhibicionista desde Barnum y Bailey".

### Teatro
- Barnum (1980), musical de Broadway, basado en la vida de Barnum.
- Barnum (2017), musical de The Greatest Showman, basado en la vida de Barnum.
- El Gran Showman: Puesta en escena (2018), musical de The Greatest Showman, basado en la vida de Barnum, por Proscenia Studio, Tabasco, México.

### Libros
- The Thunder of Giants (enlace roto disponible en Internet Archive; véase el historial, la primera versión y la última)., escrito por Joel Fishbane. Publicado por St. Martin's Press, Nueva York. (2015). Ficción histórica sobre Anna Swan, la giganta de Nueva Escocia que Barnum llevó a Nueva York en 1862. El libro aborda la política de Barnum y la vida de otras personas que aparecieron en el Museo Americano.

### Canciones
- La canción "Red Cotton", interpretada por Elvis Costello en el álbum Secret, Profane & Sugarcane, habla sobre P. T. Barnum y su oposición al comercio de esclavos
- En la canción "U.S. Blues" de Grateful Dead se hace mención a P.T. Barnum.
- La canción "Police Encounters", interpretada por Franz Ferdinand & Sparks en el álbum FFS menciona a P. T. Barnum.